# Capasa flagrans
Capasa flagrans är en fjärilsart som beskrevs av Reginald James West 1925.
Capasa flagrans ingår i släktet Capasa och familjen mätare. Inga underarter finns listade i Catalogue of Life.